# カリブモンクアザラシ
カリブモンクアザラシまたはカリブカイモンクアザラシ（Monachus tropicalis）は、食肉目アザラシ科に属するアザラシの一種であり、ニホンアシカと共に現生鰭脚類における絶滅種である。

## 分類
タイプ標本は1849年にジャマイカで獲られた個体であった。本種を指す初期の呼称として「sea wolf」や「hair seal」などが存在した。また、スペイン語には本種の呼称が多数存在する。
モンクアザラシ属には異所性種分化を経た3種が存在し、本種とチチュウカイモンクアザラシとハワイモンクアザラシが内包されている。これら3種の系統学上の関係性は決定的にされておらず、本種に関する遺伝調査も行われていないが、カリブモンクアザラシとチチュウカイモンクアザラシがより近縁であるとされている。

## 分布

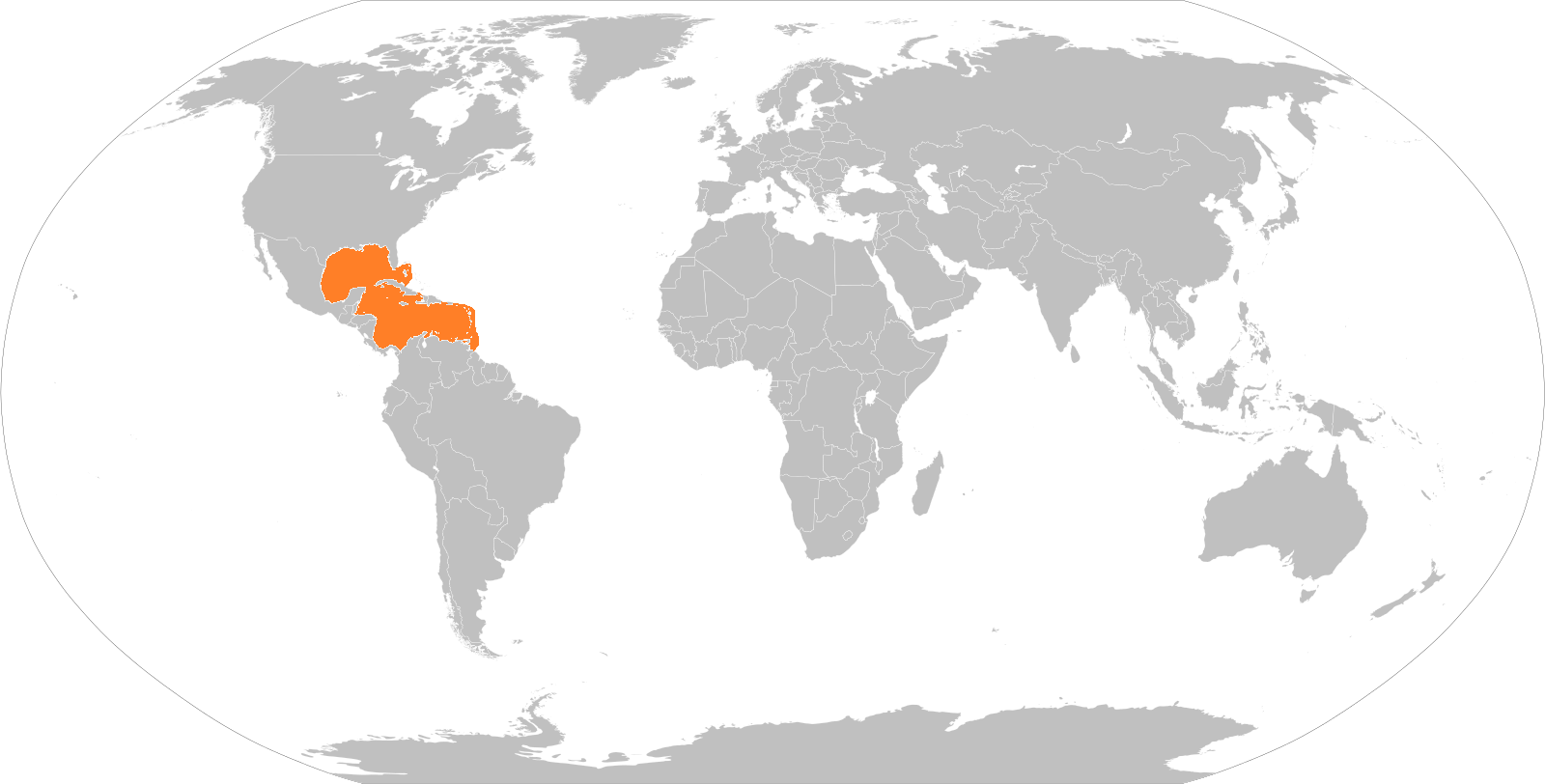
カリブモンクアザラシの分布

カリブ海の大部分に生息しており、カリブ海とメキシコ湾に通常生息していた唯一の鰭脚類であった。目視情報や化石も含めた考古学上の資料や、本種にまつわる地名から推測すると、メキシコ湾とカリブ海を中心にフロリダ半島の北大西洋岸やフロリダキーズ、バハマやタークス・カイコス諸島、ユカタン半島、中米の大陸沿岸、南米大陸（ベネズエラ）にも分布していた可能性がある。特に多かったのは北米と中米の大陸側の沿岸だとされている。本種の絶滅前（1952年）の最後の生息地はセラニャ・バンクであった。
最北の記録としてはサウスカロライナ州のチャールストンから発見された化石が存在し、小アンティル諸島の北端からも遺跡からの出土1例と1例の目視記録が存在する。なお、テキサス州における目視記録や考古学上の資料は信憑性に乏しいという指摘も存在する。

## 特徴
モンクアザラシ属は、他の現生鰭脚類に比べると形態的に原始的な要素が強いとされる。

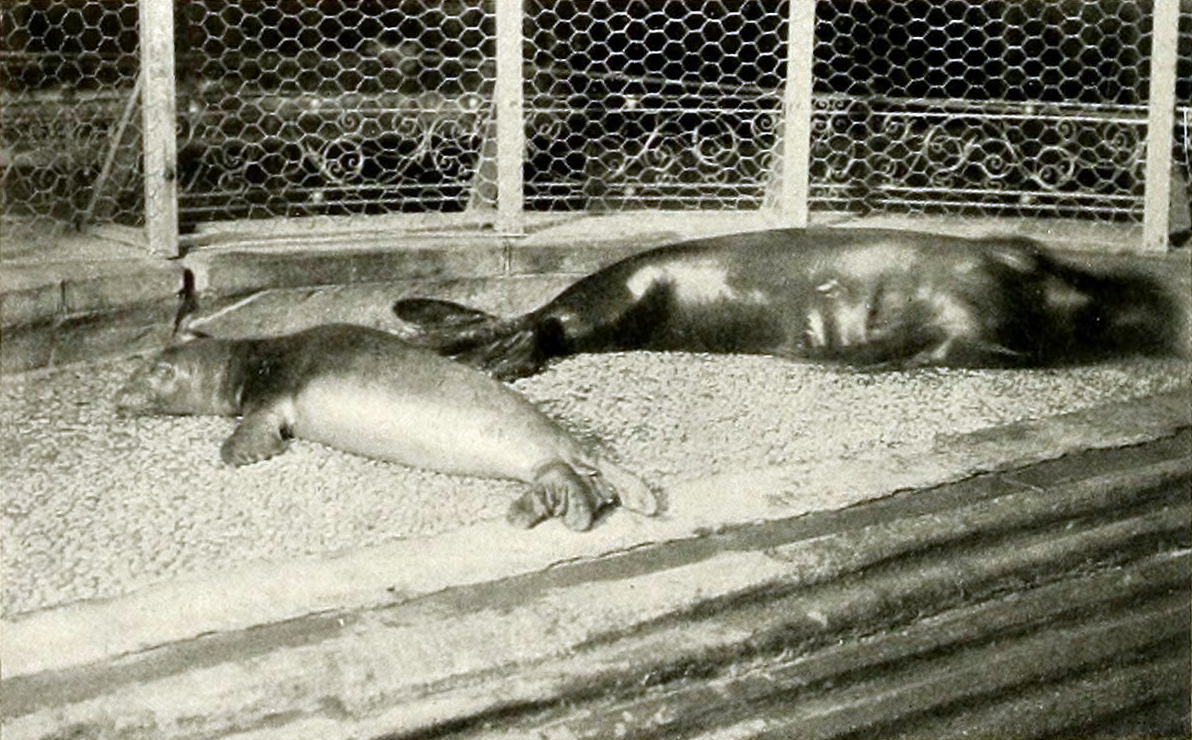
ニューヨーク水族館で飼育されていた未成熟個体たち（1910年）

カリブモンクアザラシの成獣の体長は雌雄共に2-2.5メートル程度、体重は（ハワイモンクアザラシと同程度と仮定すると）170-270キログラム程度。新生児は体長1メートル、体重16-18キログラム程度。
性的二形が見られ、雌は雄よりも小型であるが、雌雄の大きさの差は僅かであり、その他の形態的な要素も雌の乳房以外は性別間での違いがとくに存在しない。幼獣の体色は黒く、生後1年程は変化しない。その他、ハワイモンクアザラシと同様に本種も毛皮に緑藻を生やしていた場合もあったとされている。

## 生態

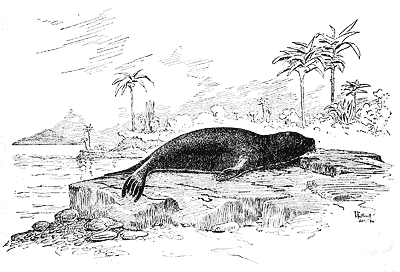
本種を科学的に描写した最初の模写（フェリペ・ポエ、1884年）

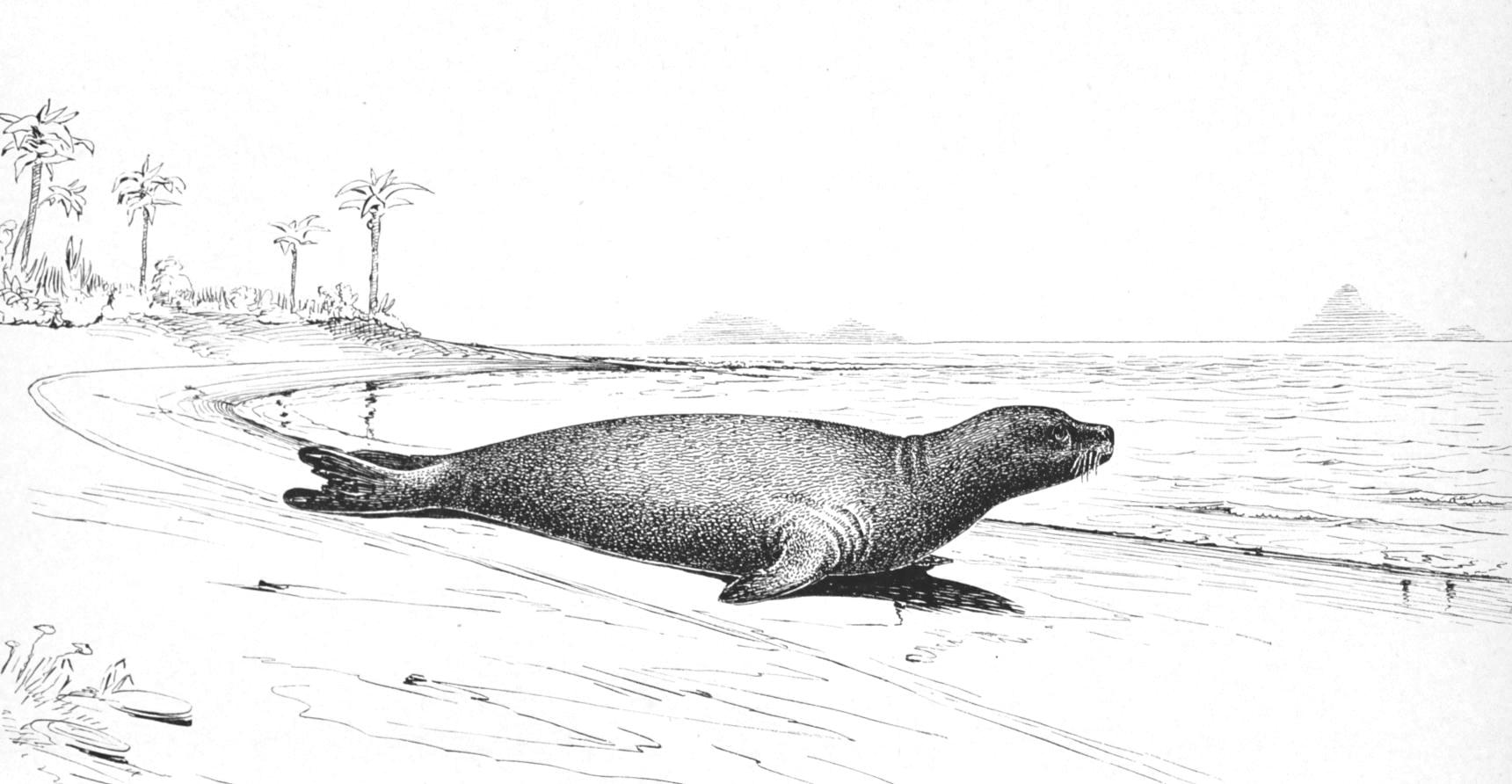
『The Fisheries and Fisheries Industriesof the United States』（George Brown Goode、1887年）

カリブモンクアザラシへの生物学的なアプローチが行われたのはすでに生息数が大きく減少してからであり、クリストファー・コロンブスの時代からヨーロッパ人に知られていた一方で、学術的な標本は20世紀の中旬になってから得られたほどだった。限られた観察しか行われてこなかったため、生態には不明な点が多い。1886年に3日間の行程で3つの小島から49頭分の資料が得られ（捕獲）、ジョエル・アサフ・アレンは1897年にそれらの中の17頭の毛皮を調査し、これが本種の形態的特徴に関する最も詳細で確実な調査であった。また、近年にも19世紀に書かれたフィールドノートが発見され、本種の行動様式に関する更なる情報をもたらした。
20世紀当時の記録の多くは孤島やキーや環礁などから得られており、北米大陸側の砂浜などにおける情報は少ない。寿命の推定値は、ハワイモンクアザラシと同様に20-30年ほどだったとされる。いくつかの資料や、ハワイモンクアザラシとチチュウカイモンクアザラシのケースから判断すると、本種の出産期間も比較的に長く出産は晩秋から初冬に行われていた。
本種も社会性が強かったと推測され、ほとんどの場合は（同種間による争いを思わせる）体表の傷を持たなかった。Haul-out（en）は植生に乏しく淡水がない場所で行われ、砂浜で早朝に休息したり、時にはその場所で夜を明かした。Haul-out は通常は砂浜で発生したが陸近くの岩場や岩だらけの小島でも見られたこともあり、その際には500頭におよぶ集団が形成されることもあった。妊娠した雌はユカタン半島西部のトライアングル・キーズからのみ記録があり、同地では新生児1頭と胎児を持つ雌5頭が1886年に、1900年には妊娠した雌が1頭捕獲（捕殺）されている。
乱獲による個体数の激減のために本来の性比にも不明な点が多く、1900年のメキシコにおける調査では、とあるコロニーにおける雄と雌の比率は24対76であった。餌を取る姿も観察されておらず、餌としていた生物に関しても魚類や軟体動物などのわずかな胃の内容物からのみ判明している。一方で、貝類も食べるために歯の摩耗が著しかったという報告も存在する。未成熟個体は（夕暮れや夜明けに餌を取る）成獣との競合を避けるために、夜間に陸近くや浅瀬で餌を取っていたと考えられている。
陸上での動きの遅さだけでなく、人間に対する警戒心の薄さからも捕獲は容易だったとされている。

## 絶滅

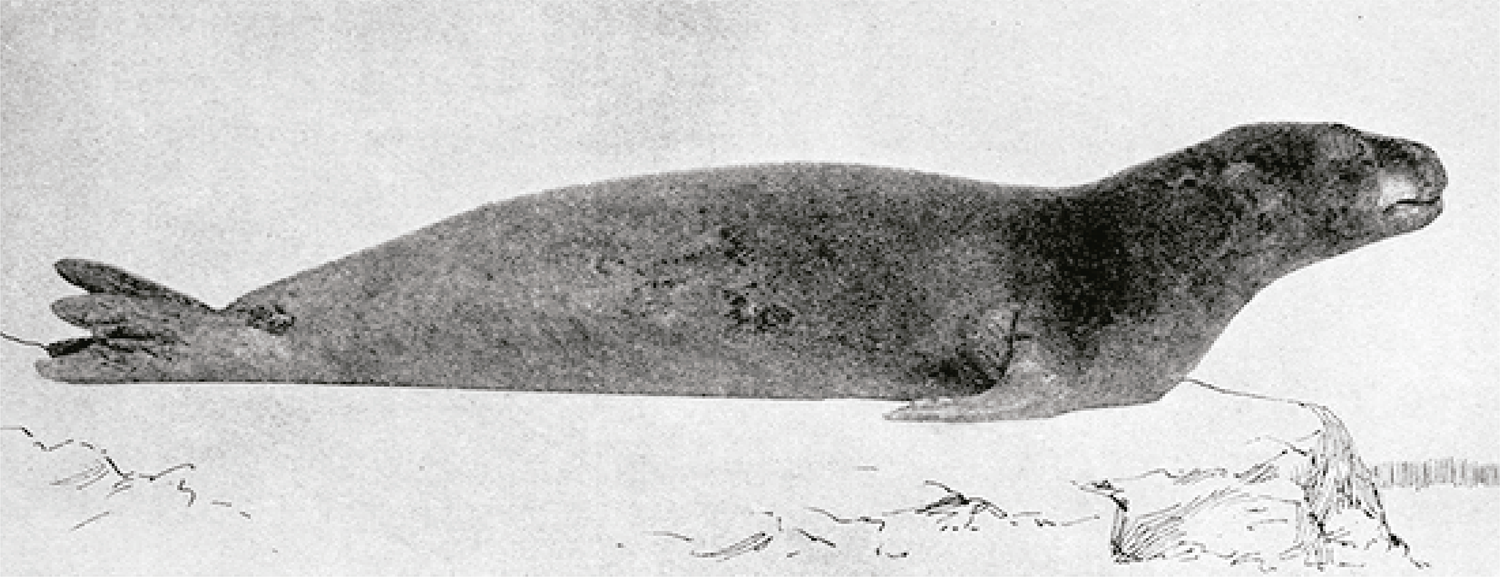
フェリペ・ポエの標本

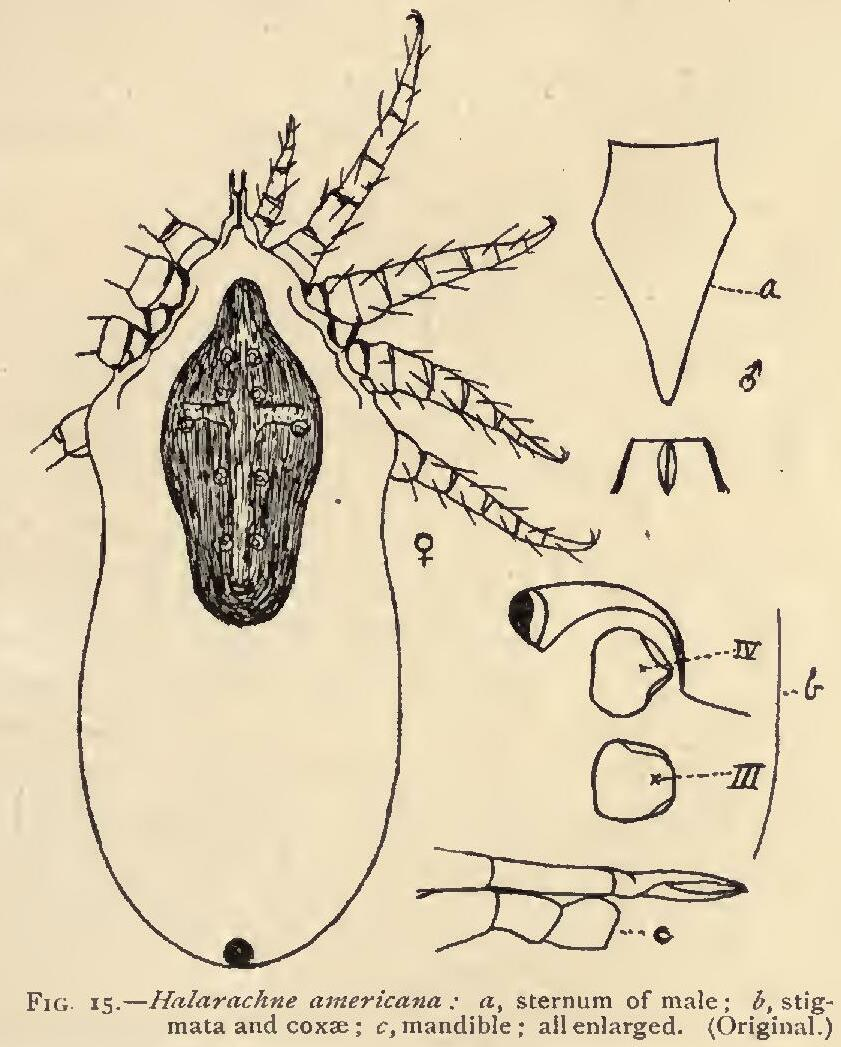
カリブモンクアザラシと共に共絶滅を経たと思われる Halarachne americana（ダニ）。

カリブモンクアザラシは16世紀以降、脂肪から油を取るための乱獲や、漁業関係者による駆除、観光開発による陸上での生息地の減少などにより数が大きく減少した。アザラシは陸上での動きは鈍く、棍棒で殴って回るという方法でも十分にアザラシ猟は成立したという。
カリブモンクアザラシが最後に目撃されたのは1952年のセラニャ・バンクであり、実際の絶滅はその前後または1970年代だったと思われる。当時はまだ野生動物の保護に大きな関心がむけられない時代でもあったため、本種は絶滅前に何ら有効な保護対策がとられなかった。1967年に、絶滅危惧種保護法に基づき、ようやく絶滅危惧種に指定されたが、あまりにも遅きに失していた。その後数回にわたって調査が行われたが、生息は確認されないままであった。
2008年に、アメリカ海洋大気庁に属するアメリカ海洋漁業局が、過去50年間にわたって姿が見られなかったカリブモンクアザラシについて「絶滅した」と公式に判断した。カリブモンクアザラシはニホンアシカと共に、人為的な要因によって絶滅した現生鰭脚類ということになり、人為的に絶滅した最初のアザラシでもある。また、カリブモンクアザラシの絶滅によって、本種に寄生していたダニの一種（Halarachne americana）も共絶滅した。そして、生存している他の2種のモンクアザラシ属（チチュウカイモンクアザラシ・ハワイモンクアザラシ）もそれぞれが絶滅危惧種である。
なお、本種の野生個体を撮影した写真は1枚のみが存在する。